# Укроп (прозвище)

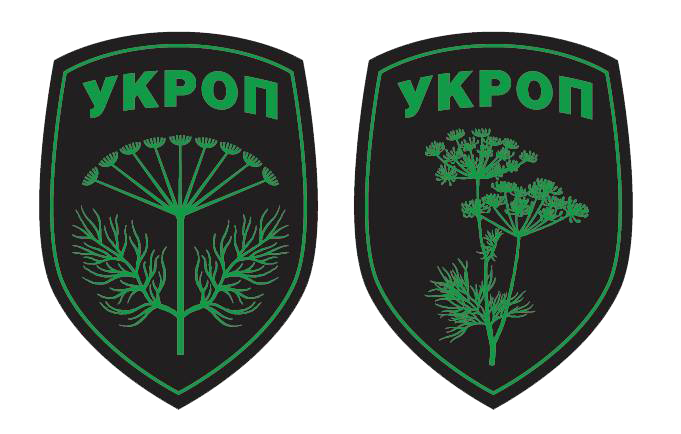
Нарукавный шеврон «Укроп»

Укро́п — политически окрашенное наименование украинцев, распространённое в социальных сетях, блогах и бытовой речи. «Укропами» называют людей, поддерживающих майдан, новую власть, безоговорочную ориентацию страны на Запад и антироссийскую риторику, участников боевых действий на востоке Украины на стороне официальных украинских властей, граждан Украины, отстаивающих права Украины на независимость, самоопределение и территориальную целостность.
Второе значение прозвища «укроп» используют для наименования украинской политической партии «Украинское объединение патриотов — УКРОП». В этих случаях оценка практически не выражается и фиксируют другие варианты написания: «УКРОП», «Укроп».
Является дисфемизмом, неосемемой и частью «языка вражды». Подобно многим дисфемизмам, употребляется и как ироничное самоназвание.

## Происхождение
До событий на киевском Майдане 2013—2014 года отмечено только два случая использования слова «укроп» вне связи с одноимённым растением: такое имя носил украинский образовательный центр «Укроп», открытый в Симферополе в 2012 году, и так назывался проект украинско-российского первенства по футболу «УкРоП» в 2013 году. 
В бытовой речи и сетевом общение прозвище появилось после зимы 2013—2014 года.
По мнению филолога В. А. Белова слово «укроп» в значении «гражданин Украины, поддерживающий Евромайдан», является сокращением словосочетания «украинский патриот». Культурологи Д. А. Радченко и А. С. Архипова считают, что данное значение слова происходит от слова «укропатриот» или «украинский ополченец».
Несколько возможных вариантов происхождения слова «укроп» выделяет филолог Катермина В. В.:
- сокращение от слова «укропитек», пренебрежительного названия «древних укров». Древние укры, по утверждению некоторых современных украинских учебников истории, жили 30 тысяч лет назад и от них произошли современные украинцы;
- сокращение от слова «украинский оппозиционер», возникшее ещё во время оранжевой революции 2004 года и в сокращённом виде применяемом во время Евромайдана 2014 года;
- ироничное название украинских оппозиционеров, которые во время Евромайдана в Киеве сажали на центральной области города лук, чеснок и укроп;
- сокращение от фразы «Украина це Европа = Укропа».

## Распространение
За период с января 2014 по март 2015 года доля употребления слова «укроп» составила 5,8 % среди дисфемизмов, связанных с обострением российско-украинских отношений.
По состоянию на 2016 год по данным Национального корпуса русского языка в текстах СМИ отмечено 829 словоупотребления слова «укроп», подавляющее число которых относится к значению слова в значении «граждане Украины, поддерживающие майдан».
В апреле 2014 года применялось как название добровольческого батальона в составе МВД Украины, созданного из националистически настроенных граждан.

## В языке
По мнению некоторых филологов дисфемизм «укроп» указывает на съедобное растение, то есть задачей такого наименования становится дегуманизация оппонента, буквальное превращение его в пищу. Поэтому лексема «укроп» по отношению к людям, поддерживающим украинскую власть в конфликте на востоке Украины, вызывает языковые игры, эксплуатирующие пищевые ассоциации: косить укроп, жареный укроп, укроп в котле, комбайн по уборке укропа (надпись на БМП-2 Новороссии) и т. п.
Также негатив вызывает приводимый иногда перевод слова «укроп» на английском языке — dill, который в английском языке также означает слово «дурень».
Как и многие дисфемизмы, слово «укроп» прошло типичную для оскорбительных прозвищ эволюцию — атакуемая группа сначала приписала слову нейтральное или позитивное значение, а затем стала идентифицировать себя с этим значением (ср. «гёзы»). Так появилась песня Б. Кутепова и О. Ткачука «Укроп це ти, укроп це я», нарукавный шеврон с изображением укропа от художника Андрея Ермоленко и т. п.
Также для нейтрализации негативного значения слова «укроп» применяются различные несуществующие аббревиатуры (бэкронимы), такие как украинский ополченец, украинский оппозиционер, украинский оппонент, украинец с проевропейскими взглядами или український опір (украинское сопротивление).

## Примечание
1. 1 2  Белов, 2016, с. 400.
2. 1 2 3  Радченко, Архипова, 2018, с. 204.
3. ↑  Баребина, Семёнова, 2017, с. 195.
4. 1 2 3  Радченко, Архипова, 2018, с. 210.
5. ↑  Баребина, Семёнова, 2017, с. 194.
6. ↑  Радченко, Архипова, 2018, с. 197.
7. ↑  Радченко, Архипова, 2018, с. 203.
8. 1 2 3  Катермина, 2017, с. 139.
9. ↑  Белов, 2016, с. 401.
10. ↑  Бабина, 2017, с. 43.
11. ↑  Радченко, Архипова, 2018, с. 212.
12. ↑  Радченко, Архипова, 2018, с. 213.
13. ↑  Сиркия, 2018, с. 168.